# 브로커 (영화)
《브로커》는 2022년에 개봉한 대한민국의 드라마 영화이다. 고레에다 히로카즈가 감독과 각본을 맡았으며, 그의 첫 한국 영화 작품이다. 이 영화는 유아들이 익명으로 다른 사람들에 의해 보살핌을 받을 수 있도록 하는 베이비박스와 관련된 캐릭터들을 중심으로 전개된다. 이 영화는 2022년 칸 영화제 황금종려상 후보로 선정되었고, 5월 26일에 상영되었고 에큐메니컬 심사위원상과 남우주연상을 수상했다. 이 영화는 2022년 6월 8일 대한민국의 극장에서 개봉되었다.

## 줄거리
세탁소를 운영하지만 늘 빚에 시달리는 ‘상현’(송강호)과 베이비 박스 시설에서 일하는 보육원 출신의 ‘동수’(강동원). 거센 비가 내리는 어느 날 밤, 그들은 베이비 박스에 놓인 한 아기를 몰래 데려간다. 하지만 이튿날, 생각지 못하게 엄마 ‘소영’(이지은)이 아기 ‘우성’을 찾으러 돌아온다. 아기가 사라진 것을 안 소영이 경찰에 신고하려 하자 솔직하게 털어놓는 두 사람. 우성이를 잘 키울 적임자를 찾아 주기 위해서 그랬다는 변명이 기가 막히지만 소영은 우성이의 새 부모를 찾는 여정에 상현, 동수와 함께하기로 한다. 한편 이 모든 과정을 지켜본 형사 ‘수진’(배두나)과 후배 ‘이형사’(이주영). 이들을 현행범으로 잡고 반 년째 이어온 수사를 마무리하기 위해 조용히 뒤를 쫓는다. 베이비 박스, 그곳에서 의도치 않게 만난 이들의 예기치 못한 특별한 여정이 시작된다.

## 캐스팅

### 주연
- 송강호: 상현 역
- 강동원: 동수 역
- 배두나: 안수진 역
- 이지은: 문소영 역
- 이주영: 이은주 역 - 형사

### 그 외 인물
- 임승수: 해진 역
- 백현진 : 최 형사 역
- 강길우 : 임씨 역
- 김예은 : 임씨 아내 역
- 류경수 : 신태호[4] 역
- 이동휘 : 송씨 역
- 김새벽 : 송씨 부인 역
- 송새벽[5] : 보육원 원장 역
- 김선영 : 보육원 원장 부인 역
- 박강섭 : 보육원 직원 역
- 박해준[6] : 윤씨 역
- 정지우 : 윤씨 부인 역
- 이무생 : 선호 역
- 류지안[7] : 하윤아 역
- 최희진 : 미숙 역
- 가은혜 : KTX | 지하철 안내 방송 역 (목소리)

## 수상 목록
- 2022년 제75회 칸 영화제 남우주연상 (송강호)
- 2022년 제75회 칸 영화제 에큐메니컬상 (고레에다 히로카즈)
- 2022년 제27회 춘사영화제 신인여우상 (이지은)
- 2022년 제27회 춘사영화제 춘사월드 어워즈상 (고레에다 히로카즈)
- 2022년 제42회 한국영화평론가협회상 신인여우상 (이지은)
- 2022년 제42회 한국영화평론가협회상 영평 10선
- 2022년 제43회 청룡영화상 청정원 인기스타상 (이지은)